# ナビロン
ナビロン (Nabilone) は、制吐薬として、また神経因性疼痛のための補助の鎮痛剤として治療上用いる合成カンナビノイドである。大麻の主要な化学物質 (THC) を模倣する合成のカンナビノイドである。化学的に、ナビロンは自然に存在するCannabis sativa  L中に見られる活性成分に似ている。
カナダ、アメリカ合衆国、イギリス、及びメキシコでは、ナビロンはセサメット (Cesamet) という商品名で販売される。1985年にアメリカ食品医薬品局 (FDA) によって、従来の制吐薬に反応しなかった化学療法誘発性の吐き気と嘔吐の治療に対し承認された。1985年にFDAによって承認されたが、薬は2006年にアメリカ国内で販売され始めた。またエイズ患者の食欲不振と体重減少の治療に承認されている。
正式な適応症ではない（メキシコを除く）が、ナビロンは補助療法として慢性的な疼痛管理に広く用いられている。多くの試験と事例研究が、線維筋痛症や多発性硬化症のような病気に対する様々な恩恵を証明している。
ナビロンは、(S,S)と(R,R)異性体の（"トランス"）から成るラセミ混合物である。

## 臨床試験
出版されたナビロンの臨床試験の主な設定は運動障害を含む、たとえば、パーキンソン症候群、慢性疼痛、ジストニアと痙縮性神経疾患、線維筋痛症、多発性硬化症、及びがん化学療法による吐き気。
ナビロンはまた炎症性腸疾患、特に潰瘍性大腸炎の治療に有効である。医療大麻の患者は、ナビロンは、精神に対する「ハイ」な作用よりも身体に対する治療効果が大きいことを示し、CBDよりもTHCの作用に近いと報告する。
ナビロンとメトクロプラミドを比較した研究は、最近のオンダンセトロンのような5-HT3アンタゴニスト制吐薬の開発の前に実施され、吐き気や嘔吐を制御するために、シスプラチン化学療法を受けた患者はメトクロプラミドを選び、カルボプラチン化学療法を受けている患者は、ナビロンを選んだことが明らかになった。もう一つの研究は、ナビロン単体かナビロンとデキサメタゾンで比較した。研究は併用は単一の薬剤よりもよく効いたことを見出した。古い研究は、吐き気の制御にプロクロルペラジンよりもナビロンのほうが効果があることを明らかにしたが、この研究では、ナビロンの患者の9%だけが完全に症状を消失していた。この研究のフォローアップは、同様の研究結果を見出した。
ある研究は、神経因性疼痛の治療におけるナビロンとジヒドロコデインの有効性と忍容性を比較した。著者は、疼痛を管理するのにナビロンはジヒドロコデインほど効果的でなく、ジヒドロコデインよりも軽い薬物有害反応の高い出現率の要因となったことを見出した。ある研究の批評は、カンナビノイド治療の利点のための強力な証拠があるため、ナビロンは中枢性および痙性関連の疼痛によって苦しんでいる患者の治療に最も適している可能性があることを示唆した。しかし、これらの患者は研究の集団のほんの一部を構成しており、研究は、ほかのものより治療に好ましい反応があった可能性があるサブグループを同定するようには設計されていなかった。
カナダで行われた臨床試験は、心的外傷後ストレス障害からの独自の苦しみをまとった悪夢の治療のためのナビロンの使用を調査した。研究は、ナビロンの悪夢管理が、47人中34人（72%）の患者が、悪夢の頻度そして/あるいは強烈さを減少させたことを見出し、28人は悪夢の完全休止を報告した。この研究は偽薬対照がなかった範囲内で限定されていたが、心的外傷後ストレス障害とほかの障害に伴う反復性悪夢のカンナビノイド治療の使用についての今後の研究の正当な理由となる。内因性カンナビノイドは、長期の抑うつを制御する重要な役割を果たす、おそらくCB1システムの下方制御は、非常に強化された海馬/扁桃体の恐怖の記憶を除去するのを助けることができる。少なくとも、CB1アゴニストは夢を覚えていることを減らしうる、あるいは辺縁系の重要な関与なしにレム睡眠を起こす。